# 新津黃鶴樓
新津黃鶴樓位於四川省新津縣順江鄉，文物遺址年代判定為清、民國。1991年4月16日公佈為四川省第三批文物保護單位。

## 簡介[2]
黃鶴樓作為新津純陽觀的陪襯，建於民國二十四年，與純陽觀相距約二里，在川藏公路之左側，高約三十米，由樂山人王陵基建。為重簷歇山抬梁式建築；樓上原塑有呂祖跨鶴像，1966年9月被搗毀，原有『修黃鶴樓序』石碑一通嵌於樓下當心間壁上，巳被水泥糊住．原匾『黃鶴樓』三字已不知去向。1981年此樓由縣人民政府宣布為新津縣文物保護單位，現仍由水電局占用。